# Чаудрант (Луїзіана)
Чаудрант (англ. Choudrant) — селище (англ. village) в США, в окрузі Лінкольн штату Луїзіана. Населення — 989 осіб (2020).

## Географія
Чаудрант розташований за координатами 32°31′59″ пн. ш. 92°31′32″ зх. д. / 32.53306° пн. ш. 92.52556° зх. д. (32.533071, -92.525634).  За даними Бюро перепису населення США в 2010 році селище мало площу 10,10 км², з яких 9,97 км² — суходіл та 0,13 км² — водойми.

## Демографія
Згідно з переписом 2010 року, у селищі мешкало 845 осіб у 349 домогосподарствах у складі 246 родин. Густота населення становила 84 особи/км².  Було 387 помешкань (38/км²).
Расовий склад населення:
| - 92,4 % — білих - 5,4 % — чорних або афроамериканців - 0,6 % — азіатів - 0,1 % — вихідців з тихоокеанських островів |

До двох чи більше рас належало 0,9 %. Частка іспаномовних становила 1,1 % від усіх жителів.
За віковим діапазоном населення розподілялося таким чином: 21,9 % — особи молодші 18 років, 64,0 % — особи у віці 18—64 років, 14,1 % — особи у віці 65 років та старші. Медіана віку мешканця становила 39,9 року. На 100 осіб жіночої статі у селищі припадало 90,7 чоловіків;  на 100 жінок у віці від 18 років та старших — 94,7 чоловіків також старших 18 років.
Середній дохід на одне домашнє господарство  становив 74 451 долар США (медіана — 52 386), а середній дохід на одну сім'ю — 91 278 доларів (медіана — 61 000). Медіана доходів становила 49 875 доларів для чоловіків та 35 000 доларів для жінок. За межею бідності перебувало 12,8 % осіб, у тому числі 15,6 % дітей у віці до 18 років та 21,2 % осіб у віці 65 років та старших.
Цивільне працевлаштоване населення становило 587 осіб. Основні галузі зайнятості: освіта, охорона здоров'я та соціальна допомога — 26,6 %, роздрібна торгівля — 15,7 %, мистецтво, розваги та відпочинок — 8,2 %, виробництво — 7,8 %.